# Arroyo de la Ternera
El Arroyo de la Ternera es un arroyo en Uruguay. Se encuentra ubicado en el Departamento de Lavalleja, en la parte central del país, a 250 km al norte de Montevideo, la capital del país. El Arroyo de la Ternera es parte de la cuenca del Río Negro.